# 恩斯特·哈佩尔球场
恩斯特·哈佩尔球场位于奥地利首都维也纳，于1931年落成，可容纳53,008名观众，是目前该国最大的足球场。球场原名普拉特球场（Praterstadion），1992年改为现名，以纪念于当年逝世的奥地利伟大球员及教练恩斯特·哈佩尔。
2008年6月29日，第13届欧洲足球锦标赛决赛在恩斯特·哈佩尔球场举行。西班牙以1:0击败德国，夺得本届欧洲足球锦标赛冠军。